# John Helt
John Helt est un footballeur international danois, né le 29 décembre 1959 à Virum. 

## Biographie
Il joue la majorité de sa carrière au poste de milieu de terrain avec le Lyngby BK et participe avec la sélection danoise à l'Euro 1988. 
Il fait un bref passage en France avec le FC Sochaux lors de la saison 1986-1987.

## Palmarès
- Champion du Danemark en 1983 avec Lyngby et en 1985 avec Brøndby
- Vainqueur de la Coupe du Danemark en 1984 et 1990 avec Lyngby